# Cámara FaceTime
La cámara FaceTime, anteriormente conocida como la iSight, es un periférico para el uso de cámara web. Se introdujo en el 2003, en la Worldwide Developers Conference con una capacidad de video a 480 SD.
Con la aparición del iPhone 4 y del iPod touch de 4.ª generación (ambos con cámara delantera y trasera para videoconferencias), la  pasa a denominarse Cámara FaceTime, ya que éstas también se pueden usar para conferencias FaceTime.
Recientemente con la remodelación de la gama MacBook Pro, Apple cambio el nombre y calidad de imagen de la cámara denominándola ahora "FaceTime HD". Solo en este modelo actualmente (720p), cuenta con una mejor resolución y se espera que se incluya en futuros modelos de Mac.
- Datos: Q306181
- Multimedia: ISight / Q306181